# Kanton Dax-Sud
Kanton Dax-Sud (francouzsky Canton de Dax-Sud) je francouzský kanton v departementu Landes v regionu Akvitánie. Tvoří ho 12 obcí.

## Obce kantonu
- Bénesse-lès-Dax
- Candresse
- Dax (jižní část)
- Heugas
- Narrosse
- Oeyreluy
- Saint-Pandelon
- Saugnac-et-Cambran
- Seyresse
- Siest
- Tercis-les-Bains
- Yzosse